# ゲオルク・フォン・トラップ
ゲオルク・ルートヴィヒ・フォン・トラップ（Georg Ludwig von Trapp, 1880年4月4日 - 1947年5月30日）は、オーストリア＝ハンガリー帝国海軍の軍人、貴族（騎士（Ritter））。
軍人としての最終階級はオーストリア＝ハンガリー帝国海軍少佐。第一次世界大戦に潜水艦艦長として従軍し、オーストリア海軍の国民的英雄となる。
1927年、マリア・クチェラと結婚し、亡くなった前妻アガーテ(1891〜1922)の子供たちとマリアの子供たちでトラップ・ファミリー合唱団を結成して有名になる。この実話を基に作られたのが、ミュージカル・映画『サウンド・オブ・ミュージック』である。
姉はユーゲント・シュティール作家のヘーデ・フォン・トラップ（Hede von Trapp）。

## 生涯

### 生い立ち
ゲオルク・フォン・トラップは、1880年、現在の クロアチア西部の海辺にある都市ザダル（Zadar）で生まれ育つ。父アウグストはオーストリア海軍中佐で1876年に騎士に叙せられたが、1884年、ゲオルクが4歳の時にチフスで亡くなった。一家はしばらくトリエステに住み、後にオーストリア海軍基地があるイストリア半島のプーラに移住した。

### 海軍

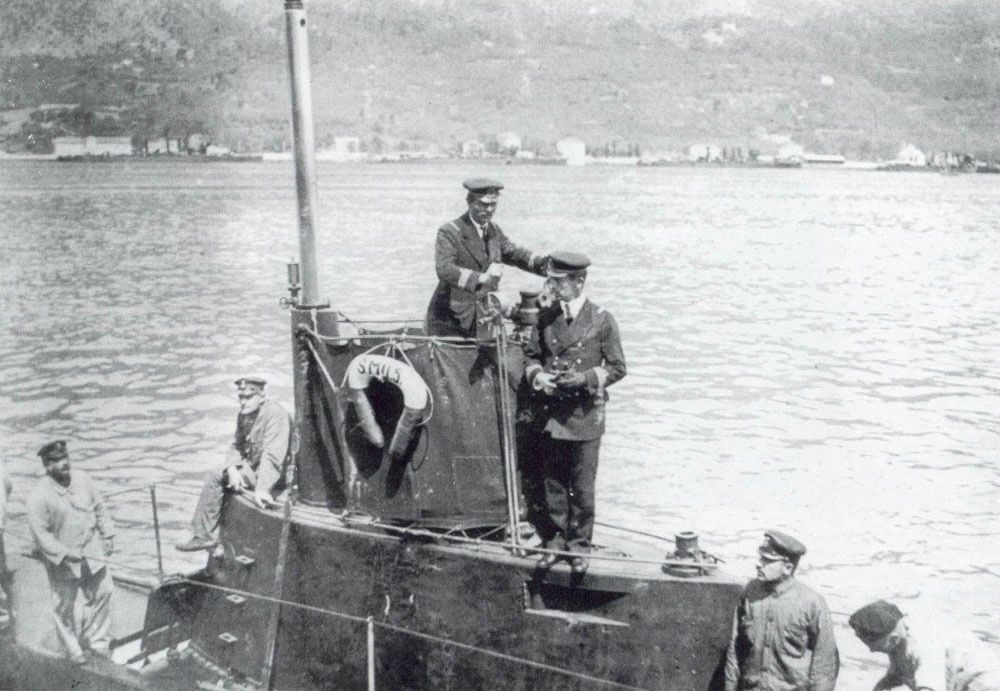
フォン・トラップと彼が艦長を務めた潜水艦U-5

1894年に海軍兵学校に入学し、4年後の1898年に卒業して海兵隊少尉に任官する。1900年に防護巡洋艦「ツェンタ」に配属となり、清で起こった義和団の乱に「ツェンタ」から海兵隊として従軍し、勇猛勲章を受勲した。1908年、航海科に転科し潜水艦隊に配属される。
1911年1月、イギリスより1840年代に妻とともに移り住み魚雷を発明しフィウーメに会社を構えていた技術者ロバート・ホワイトヘッド男爵（Robert Whitehead）の孫であり、アガーテ・ゴベルティナ・フォン・ブロイナー伯爵夫人(1856〜1945)とカヴァリエーレ(騎士)ジョン・ホワイトヘッド(1854〜1902)の長女であるアガーテ・ゴベルティナ・ホワイトヘッド（Agathe Gobertina Whitehead）(1891〜1922)と結婚する。金髪碧眼のアガーテの誕生と、フィウーメのホワイトヘッド家の魚雷工場に立ち寄るとのオーストリア＝ハンガリー帝国皇帝フランツ・ヨーゼフ1世の旅程とが、偶然重なり、フランツ・ヨーゼフ1世を尊敬するビクトリア女王治世下、英国海軍提督ホスキンスが指揮する小艦隊がフィウーメに派遣され101回祝砲が放たれ、生まれたばかりのアガーテと母親は2階寝室からカイザー到着のセレモニーに接することになる。また、奇しくも1910年にゲオルクが初めて艦長となった新造潜水艦U6「アガーテ号」の命名の元となった女性でもある。
2人はプーラに屋敷を建てて住み、11月、長男ルーペルト(1911〜92)が、1913年3月、長女アガーテ(1913〜2010)（妻に因んだ命名）が誕生。1914年7月28日、第一次世界大戦が勃発、ゲオルクは魚雷艇54号の艦長に任命され、プーラからの一般市民の退去が始まると、家族はオーストリアのザルツブルク州ツェル・アム・ゼーにある屋敷で暮らす。同年に次女マリーア・フランツィスカ(1914〜2014)、翌1915年に次男ウェルナー(1915〜2007)（同年に戦死した弟に因む）、1917年に三女ヘートウィク(1917〜72)（標準語でヘートヴィヒ。母ヘートウィク・ウェプラー（Hedwig Wepler）に因む）が誕生する。
1915年に潜水艦U-5の艦長に転任し、フランスの装甲巡洋艦「レオン・ガンベタ」、イタリアの潜水艦「ネレイデ」を撃沈する。1916年、U14艦長に転任し、1918年、Uボート基地指揮官としてカッタロに転任。11月11日、第一次世界大戦終結を迎える（オーストリアは第一共和国となる）。
この間商船も12隻（45,668総トン）沈め、オーストリア海軍の英雄としてマリア・テレジア軍事勲章騎士十字章、レオポルト勲章騎士十字章、プロイセンの一級鉄十字章 を始め、オットー戦功章やカール勇猛章等ドイツ領邦の勲章も受章し、騎士に叙せられた。

### 退役
第一次世界大戦の終了に伴いオーストリアは海に面した領土を失ったため、海軍は大幅に縮小されることとなった。ゲオルクは1919年に海軍を退役し、その後はドナウ川沿岸の水運会社を共同設立した。 同年に四女ヨハンナ(1919〜94)（妹に因む）がツェル・アム・ゼーで、1921年には五女マルティーナ(1921〜51)がクロスターノイブルクで誕生する（当時の住居マルティーンスシュレッセル（Martinsschlössel）に因む）。1922年、妻アガーテ・フォン・トラップが長女アガーテの猩紅熱の看病をした直後、同じ病気に罹り32歳で死去する。

### 再婚
1925年にトラップ一家は、ザルツブルク郊外のアイゲンにあるトラウン通り34番地（現ゲオルク・フォン・トラップ通り）に引っ越す。1926年10月、学校を病気で休みがちだった次女マリア・フランツィスカと幼い四女ヨハンナのために、ノンベルク修道院に家庭教師の派遣を依頼し、マリア・クチェラが修道院長の勧めに従い9ヶ月間の予定でトラップ家に住み込む。
1927年6月、ゲオルクはマリア・クチェラに求婚し、11月にノンベルク修道院で結婚式をあげる。このときゲオルクは47歳、マリーア22歳。子供たちは長男ルーペルト16歳、長女アガーテ14歳、次女マリア・フランツィスカ13歳、次男ウェルナー12歳、三女ヘートウィク10歳、四女ヨハンナ8歳、五女マルティナ6歳であった。やがてマリアとの間にも1929年に六女ローズマリー (1929〜2022)、1931年、七女エレオノーレ (1931〜2021)、1939年、三男ヨーハネス (1939〜) の一男二女が生まれ、12人の大家族になる。

### 「トラップ室内聖歌隊」
1933年、オーストリアを襲った金融恐慌によってピンチに陥っていた亡妻アガーテの兄弟フランク・ホワイトヘッド（Frank Whitehead）が創立に名を連ねる友人アウグステ・ラマー（Auguste Caroline Lammer）の銀行を救うべく、ゲオルクはイギリスの銀行に預けていた亡妻の遺産をも含めた財産の殆んどをその銀行に投入した。しかし結局銀行は倒産し、フォン・トラップ家は破産してしまった。
すっかり意気消沈してしまったゲオルクに代わり、マリーアは貴族のプライドを捨ててフォン・トラップ邸の空き部屋を神学生に貸し出し、更にそれまで家族の手慰みであった歌を各地の催しで披露し収入にしていこうと想い立つ。幸いザルツブルク大司教座から派遣されてきた宿舎付き神父フランツ・ヴァスナーはかつてローマで教会音楽を学びグレゴリオ聖歌に精通しており、やがて兄弟姉妹の歌の指導・編曲をするようになり、後にはフォン・トラップ家の財産管理も行うようになった。
その後、イベントで彼らの歌声を聴いたソプラノ歌手ロッテ・レーマンの紹介で1935年のザルツブルクでの民族音楽コンクールに参加し、神父の指揮で兄弟姉妹と母親で歌い優勝。以降、この合唱団はオーストリアで人気となり、やがて一家はヨーロッパ全域を巡り、「トラップ室内聖歌隊」という名前でコンサートツアーを行うようになる。

### オーストリア併合と亡命
1938年、オーストリアがナチス政権下のドイツと併合（アンシュルス）する。オーストリア全土にドイツ軍の進駐が進み、完全にドイツの下に組み込まれたが、ゲオルクはナチスの旗を家に飾ることを拒否し、ドイツ海軍省からの召集も拒否した。
また、アドルフ・ヒトラーの誕生日にミュンヘンで行われるパーティーで、一家が祝福の歌を歌うことを要求され激怒しつつも、これ以上ドイツに抵抗すれば家族に危険が伴うことを恐れ、一家でオーストリアを離れることにした。
アメリカ合衆国のエージェントから公演の依頼を受けていたこともあり、一家と行動を共にすることに決めたヴァスナー神父とともに汽車を乗り継いでイタリア、スイス、フランス、イギリスへと渡り、サウサンプトンからアメリカへ向けて出航した。アメリカでのビザがきれると再び一家は北欧へ渡り、そこでもコンサートをおこなって、第二次世界大戦勃発直後の1939年10月にニューヨークへ渡った。

### 渡米
1941年、バーモント州ストウの農場を買い取り、ザルツブルク風のロッジを建てる。12月アメリカが第二次世界大戦に参戦する。1942年、ルーペルトとウェルナーは兵役に志願しイタリア戦線に従軍、後年無事に復員する。
1943年、アメリカの市民権を申請する。1947年、第二次世界大戦後のオーストリアの人々の窮状を知り、「トラップ・ファミリー・オーストリア救援隊」を設立して、救援活動を始める。

### 死去
一家は西海岸へコンサート・ツアーに出かけるが、コンサート・ツアーの途中でゲオルクはニューヨークの病院に入院した。その後、ストウの家に戻って静養するが、1947年に肺がんのためストウで67歳で死去した。一家は1948年に合衆国市民権を取得した。

## エピソード
トラップ一家は映画やミュージカルで世界的に有名になったが、実際の家族は父ゲオルクの現実とかけ離れた描かれ方に対して不満を持っており、映画に対して冷めた見方をしているという。
映画『菩提樹』、『サウンド・オブ・ミュージック』でのゲオルクは厳しい父親として描かれているが、実際にはとても優しい人格者だったので、フィクションでの描かれ方に不満を持った妻マリーア・アウグスタは、各々の映画製作途中で脚本を直すように映画会社に要求したが、すげなく断られた。
また、オーストリア海軍の潜水艦艦長で、マリア・テレジア勲章騎士十字章を受勲した同僚のヘルマン・リジーレ大尉は晩年、養老院で上映された『サウンド・オブ・ミュージック』を観て、かつての親友トラップ少佐が「コケ」にされていると激怒したとされる。
なお、ゲオルクの最終階級は少佐（独語ではKorvettenkapitänコルヴェテンカピテーン、直訳するならコルベットの艦長）であるが一般には艦長（カピテン）の敬称で呼称される。ミュージカル映画「サウンド・オブ・ミュージック」においても階級章は少佐であるが日本語字幕吹替えではカピテンを大佐としている。